# 19775 Медмондсан
19775 Медмондсан (19775 Medmondson) — астероїд головного поясу, відкритий 1 серпня 2000 року.
Тіссеранів параметр щодо Юпітера — 3,569.